# Tipologija blogova
Tipologija blogova je disciplina koja pokušava katalogizirati blog prema specifičnosti teme o kojoj se piše. Pojedini blog alati omogućavaju kategorizaciju tekstova, dok su drugi pisani s posebnom svrhom. Najčešća pojava su nespecifični blogovi koji zadiru u razne teme.

## Tipologija blogova
- Internet dnevnici osobnog karaktera, opisuju svakodnevne aktivnosti autora
- Dnevnici pojedinih manifastacija, popularnih emisija masovnih medija
- e-zine časopisi u formi bloga (primjer monitor.hr)
- Tematski blogovi koje vode pojedinci - primjerice filmske kritike, recenzija kompjutorskih programa itd. (primjer film.blog.hr, tutor.blog.hr)
- pjesnički blogovi (primjer pbp.blog.hr - portal blog poezije, humoon.blog.hr - Carica in Novo Ruho])
- regionalni blogovi (primjer istra.blog.hr - blog posvećen istarskoj regiji)
- kolaborativni blogovi, na kojima sudjeluje veći broj autora (primjer infocroatia.com/blog/ - Info Croatia blog)
- priče (primjer tajpvrajter.blog.hr, babl.blog.hr - Čovjek-vadičep, blueville.blog.hr, leb.mojblog.hr)
- art i foto-blogovi (primjer haringe.blog.hr, nurzur.blog.hr, visionthing.blog.hr, marinshe.bloger.hr, sonjecka.blog.hr)
- putopisni blog (primjer blogomobil.blog.hr, slobs.blog.hr - Slobs u Iraku)
- blogovi koje vode popularne javne osobe u sklopu propagandnih aktivnosti (opaljena.blog.hr)
- promotivni blogovi
- političke kampanje na blogovima
- fanfiction blogovi - slično pričama (primjer lillyslife.blog.hr - Potterova družina, hogwartslife.blog.hr - Hogwarts life, maraudersandme.blog.hr - Kronike iz Hogwartsa, somwhereibelong.blog.hr)
- teen blogovi - obavještavaju i plaču (primjer charmed17.blog.hr, greengirl.blog.hr, obnoxious-girl.livejournal.com)